# Sangkum Reastr Niyum
Le Sangkum Reastr Niyum (en khmer : សង្គមរាស្រ្តនិយម), plus communément appelé Sangkum, était une organisation politique cambodgienne, création du prince Norodom Sihanouk et qui lui a permis d’exercer le pouvoir de 1955 à 1970. Par analogie, on peut aussi désigner par ce terme la période de l’histoire du Cambodge qui va du 9 novembre 1953 (indépendance du pays) au 18 mars 1970 (déposition de Norodom Sihanouk), époque pendant laquelle le Sangkum fut un acteur clé de la scène politique.
Si plusieurs traductions existent concernant le nom du mouvement, le terme « Communauté socialiste populaire » semble communément admis,,,, ; toutefois, on trouve également « Communauté du peuple », ou Communauté qui aime le peuple-sujet.

## Historique
L’indépendance acquise, Norodom Sihanouk s’aperçut rapidement que la fonction de roi était honorifique et ne lui donnait pas les moyens de diriger le pays comme il l'entendait.
Le 3 mars 1955, afin de pouvoir mieux se consacrer à la politique, le roi abdique en faveur de son père, Norodom Suramarit.
En avril 1955, Norodom Sihanouk fonde le Sangkum Reastr Niyum dans le but de participer – et gagner – les élections parlementaires du 11 septembre, les premières depuis l’indépendance. Par analogie avec le terme socialiste, le nom du parti visait à couper l'herbe sous le pied des partis de gauche, tout en s'appuyant sur trois principes traditionnels, la Race, la Religion et le Trône royal (Cheat, Sassna, Reach balang, en khmer : ជាតិ  សាសនា  រាជបល្ល័ង្ក).
Les statuts du mouvement déclaraient que « notre association doit répondre aux aspirations du petit peuple, le vrai peuple du Royaume du Cambodge que nous aimons. Notre communauté … veut lutter contre l’injustice, la corruption, les exactions, l’oppression et la trahison contre notre peuple et notre pays ». Tout membre du Sangkum devait s’engager à ne pas faire partie d’une formation politique.
Dès le départ, le recrutement pour le Sangkum bat son plein dans les administrations provinciales et les officines gouvernementales. Début mai 1955, les membres de différents partis monarchistes de droite se joignent au mouvement ; c’est tout d’abord le Parti de la rénovation khmère de Lon Nol (លន់ នល់) et Nhiek Tioulong (ញ៉ឹក ជូឡុង), allié à Sihanouk depuis 1951, qui se dissout, suivi peu après du Parti populaire de Sam Nhean (សម ញាណ) et de celui du Nord-Est victorieux de Dap Chhuon (ដាប ឈួន), un ancien rebelle Khmer Issarak (ខ្មែរឥស្សរៈ) de la région de Siem Reap qui avait lutté contre les autorités coloniales et avait rejoint avec grand fracas le camp de Sihanouk à la fin des années 1940. Ce dernier est également nommé directeur de la sécurité nationale – un nouveau titre – avec la responsabilité de superviser les élections, tâche dont il allait s’acquitter d’une manière singulière.
En effet, la police et la milice aux ordres de Dap Chhuon n’allaient pas tarder à multiplier les brutalités et autres mesures d’intimidation. Alors que les caciques du Sangkum déploraient devant l’ambassadeur des États-Unis la mort de deux de leurs militants en province, les actes à l’encontre des partisans démocrates et de la gauche communiste (Pracheachon, en khmer : បក្សប្រជាជន), qui n’étaient pas rendus publics, étaient d’une toute autre ampleur. Plusieurs journaux indépendants furent fermés et leurs propriétaires emprisonnés alors que dans les provinces, de nombreux communistes et démocrates furent incarcérés puis libérés après le scrutin, sans avoir été jugés. Ailleurs, des villageois étaient rassemblés à la pagode où ils devaient jurer devant des moines de voter pour le Sangkum alors que dans certains districts, les candidats royalistes auraient été avertis par leur direction que pour garantir leur avenir, ils devaient assurer à leur formation au moins 80 % des suffrages. Les bruits quant aux actes de violence qui se répandaient à travers le pays par le bouche-à-oreille suffisaient dans la plupart des cas à contenir les velléités de contestation.
Même si les campagnes précédentes avaient déjà vécu des abus de toutes sortes, les exactions observées en 1955 étaient d’une toute autre nature. Pour la première fois l’appareil d’État, la famille royale et les médias se liguaient pour défendre une liste de candidats. De plus, le choix de certains candidats du Sangkum pouvait prêter à sourire ; à Battambang, un responsable du Parti démocrate se rappelait d’un « sino-khmer qui aurait eu du mal à lire un seul mot de cambodgien » alors qu’à Svay Rieng, le mouvement était représenté par un jeune chanteur populaire de 19 ans qui avait attiré l’attention de Sihanouk. Ailleurs, on rencontrait d’anciens membres du parti de la rénovation khmère, battus lors des élections précédentes de 1947 et 1951.
Le mélange de terreur, de favoritisme, de propagande et de mépris pour les élites qui sévissait alors allait devenir monnaie courante dans les années qui suivront. Après 1955, la contestation allait être étouffée et les dissidents emprisonnés. Malgré tout, la campagne continuait et pour contrer les démocrates, la presse proche du Sangkum développait une approche originale du malaise social, prétextant que les indigents devaient leur pauvreté à leurs méfaits commis dans leurs vies précédentes alors que les plus aisés jouissaient du fruit des bonnes actions de leurs existences passées. Cette affirmation allait par la suite devenir un des piliers du « socialisme bouddhiste » prôné par le Sangkum.
Quand la date du scrutin arriva, le résultat ne faisait aucun doute. Mais l’ampleur du score des candidats du Sangkum – crédité de 82 % des voix et la totalité des sièges –avait surpris la plupart des témoins de l’époque. Outre les irrégularités déjà citée et sous-estimées par les observateurs, le fait que 309 candidats concouraient pour 91 sièges explique en partie que beaucoup ne s’attendaient pas à un tel raz-de-marée.
Même des décennies après les faits, il n’est pas possible de savoir quel score la formation sihanoukiste aurait obtenu sans les manœuvres d’intimidation citées plus haut, mais il semble probable que le Sangkum aurait quand même atteint une majorité confortable. Toutefois, le prince aurait dû affronter une partie de l’assemblée résolument hostile. L’idée d’une telle opposition, même stérile lui était impensable et il aurait voulu en exclure toute possibilité. Devenu tout naturellement Premier ministre du Cambodge et grisé par sa victoire, Sihanouk réunissait un congrès du Sangkum à Phnom Penh. Plusieurs milliers de membres votaient alors à main levée la réforme constitutionnelle que le prince avait tenté de faire accepter en début d’année. Cette réforme comprenait une émancipation des femmes, la création d’assemblée provinciales et la possibilité pour les électeurs de révoquer leur député si celui-ci ne leur donnait pas satisfaction. Ce vote évitait de devoir discuter ou modifier la réforme devant l’assemblée. Pour Sihanouk, le congrès suivait le mode de fonctionnement de la démocratie dans la Grèce antique et ces réunions allaient devenir courantes dans les années à venir.
La plupart des Cambodgiens étaient alors prêts à accepter que leur monarque, âgé de 33 ans réforme un régime parlementaire dont ils n’avaient pas pu percevoir les avantages pendant les neuf années écoulées.
Le mouvement remporta à nouveau les élections de 1958 et du 10 juin 1962, où, seul parti représenté il rafla à nouveau la totalité des sièges.
Il restera au pouvoir jusqu’en 1970.
Plusieurs communistes importants tels Hu Nim (ហ៊ូ នឹម), Hou Yuon (ហ៊ូ យន់) et Khieu Samphân (ខៀវ សំផន) acceptèrent des postes au sein du Sangkum. Au début des années 1960, Khieu Samphân – futur chef de l’État sous les khmers rouges – fut appelé par Norodom Sihanouk pour mettre en œuvre une série de réformes économiques inspirées de la thèse qu’il avait soutenue en 1955 à Montpellier.
À droite, alors que les républicains progressistes du parti démocratique – principale force politique avant la création du Sangkum – furent intégrés dès 1957, beaucoup de républicains modérés choisirent de se retirer de la vie politique jusqu’au début des années 1970. D’autres décidèrent de rejoindre Son Ngoc Thanh (សឺង ង៉ុកថាញ់) dans la clandestinité.
Norodom Sihanouk appela cette opposition armée de droite les « khmers bleus », par opposition aux opposants de gauche qui avaient eux aussi pris le maquis et qu’il appelait "khmers rouges". Toutefois, il semble que jusqu’au début des années 1960, la répression de ces oppositions n’était pas très violente et que l’ensemble du pays bénéficiait d’une relative stabilité.
À partir du milieu des années 1960, des lignes de fracture apparurent au sein du régime. Les élections de 1966 amenèrent une victoire écrasante de l’aile droite emmenée notamment par Lon Nol et le prince Sisowath Sirik Matak (ស៊ីសុវត្ថិ សិរិមតៈ) ; Norodom Sihanouk y répondit en créant un contre-gouvernement de gauche - inspiré du Cabinet fantôme britannique - pour empêcher l’éclatement du mouvement. La violence de la répression contre les gens de gauche qui suivit, conduite par Lon Nol et l’armée au nom de Norodom Sihanouk, aliéna le soutien des derniers communistes modérés, notamment la faction proche de Sihanouk et soutenue par le Vietnam et le Viêt Minh. Les critiques publiques de Sihanouk à l’encontre des « Khmer Viêt Minh » aboutirent à accroitre le pouvoir de l’aile dure du Parti Communiste du Kampuchéa emmenée par Pol Pot, férocement antivietnamienne mais aussi antimonarchiste.
La répression brutale des activistes de gauche aux frontières et à l’intérieur du pays, notamment les révoltes paysannes de Samlaut (សម្លូត), dans la province de Battambang au début de 1967, présageaient des exactions qui seront commises pendant la guerre civile cambodgienne.
Alors que l’instabilité politique se faisait croissante, Norodom Sihanouk fut déposé le 18 mars 1970 par Lon Nol et l’aile droite du parti contrôlée par In Tam (អ៊ិន តាំ) et le prince Sisowath Sirik Matak. Les maquis de gauche se renforcèrent alors des partisans du monarque déchu et purent continuer la lutte en son nom.
Le Sangkum, quant à lui ne se remettra pas de la déposition de son fondateur et malgré la nomination le 24 mars 1970 de Trinh Hoanh (ទិ្រញ វ៉ាញ) au poste de secrétaire général par le nouveau pouvoir, il disparaitra du paysage politique.
Une dizaine d’années plus tard, des membres du Sangkum reviendront sur le devant de la scène au côté de Norodom Sihanouk lors de la création du FUNCINPEC et de l’Armée Nationale Sihanoukiste (ANS) qui contrôla rapidement une large part de la population rurale cambodgienne dans les années 1980.

### Liste des gouvernements du Sangkum
| Date              | Date             | Chef du gouvernement         |
| Début             | Fin              | Chef du gouvernement         |
| ----------------- | ---------------- | ---------------------------- |
| 26 janvier 1955   | 3 octobre 1955   | Leng Ngeth (ឡេង ង៉ែត)           |
| 3 octobre 1955    | 5 janvier 1956   | Norodom Sihanouk (នរោត្តម សីហនុ) |
| 5 janvier 1956    | 29 février 1956  | Oum Cheang Sun (អ៊ុំ ឈាងស៊ុន)      |
| 1er mars 1956     | 24 mars 1956     | Norodom Sihanouk (នរោត្តម សីហនុ) |
| 3 avril 1956      | 29 juillet 1956  | Khim Tit (ឃឹម ទិត)             |
| 15 septembre 1956 | 15 octobre 1956  | Norodom Sihanouk (នរោត្តម សីហនុ) |
| 25 octobre 1956   | 9 avril 1957     | Sam Yun (សាន យន់)              |
| 9 avril 1957      | 7 juillet 1957   | Norodom Sihanouk (នរោត្តម សីហនុ) |
| 26 juillet 1957   | 11 janvier 1958  | Sim Var (ស៊ឹម វ៉ា)               |
| 11 janvier 1958   | 17 janvier 1958  | Ek Yi Oun (ឯក យីអ៊ុន)           |
| 17 janvier 1958   | 10 avril 1958    | Penn Nouth (ប៉ែន នុត)           |
| 29 avril 1958     | 10 juillet 1958  | Sim Var (ស៊ឹម វ៉ា)               |
| 10 juillet 1958   | 19 avril 1960    | Norodom Sihanouk (នរោត្តម សីហនុ) |
| 19 avril 1960     | 28 janvier 1961  | Pho Proeung (ផូ ព្រឿង)          |
| 28 janvier 1961   | 17 novembre 1961 | Penn Nouth (ប៉ែន នុត)           |
| 17 novembre 1961  | 13 février 1962  | Norodom Sihanouk (នរោត្តម សីហនុ) |
| 13 février 1962   | 6 août 1962      | Nhiek Tioulong (ញ៉ឹក ជូឡុង)      |
| 6 août 1962       | 6 octobre 1962   | Chau Sen Cocsal (ចៅ សែនកុសល)    |
| 6 octobre 1962    | 25 octobre 1966  | Norodom Kantol (នរោត្តម កន្តុល)  |
| 25 octobre 1966   | 1er mai 1967     | Lon Nol (លន់ នល់)              |
| 1er mai 1967      | 31 janvier 1968  | Son Sann (សឺន សាន)             |
| 31 janvier 1968   | 14 août 1969     | Penn Nouth (ប៉ែន នុត)           |
| 14 août 1969      | 11 mars 1972     | Lon Nol (លន់ នល់)              |

## Politique intérieure

### Un mouvement au-dessus des partis
À la fondation du SRN, Norodom Sihanouk le définissait comme un mouvement (les membres devaient renoncer à appartenir à tout groupe politique) et non comme un parti. Ce précepte, très gaullien, n’empêchait le Sangkum de fonctionner en fait comme un parti sihanoukiste.
Le mouvement affichait deux objectifs principaux : « réaliser l’unité des enfants de la patrie khmère compromise par la prolifération des partis politiques » (là encore on retrouve l’influence gaullienne) et « faire naître au Cambodge une véritable démocratie socialiste et égalitaire ».
Même s’il se réclamait du socialisme et qu’une partie de ses membres adhérait à ce courant de pensée, il rassemblait aussi des personnes issues du conservatisme, du nationalisme, du Bouddhisme theravāda et même d’une forme populiste de fascisme.
Il s’agissait en fait de passer par-dessus les partis et d’établir une démocratie directe par le biais de vastes congrès nationaux convoqués deux fois par an et qui devaient juger de l’action du prince, du gouvernement et des fonctionnaires. Dans la pratique, c’étaient des grands-messes qui célébraient et approuvaient la politique du prince.

### Le socialisme bouddhique
Au pouvoir, le Sangkum se reconnaissait dans le « socialisme bouddhique », une notion assez abstraite qui tout en prétendant défendre des buts progressistes et vouloir lutter contre l’injustice sociale, était plus fondée sur le respect des valeurs religieuses et des traditions sociales cambodgiennes. Toutefois, même si le bouddhisme était au cœur du système, les autres religions (islam, christianisme, …) étaient tolérées.
Plutôt que de vouloir abolir la propriété privée, le « socialisme bouddhique » encourageait les riches à donner aux pauvres afin de gagner des mérites qui leur serviront dans leurs vies futures. Les fonctionnaires se devaient d’être redevables auprès du public, transparents financièrement dans leurs affaires et étaient encouragés à prendre régulièrement des congés pour se rapprocher du peuple des campagnes en s’adonnant aux travaux de la ferme. Norodom Sihanouk se faisait ainsi souvent photographier en train de labourer un champ lors de ses visites sur les chantiers des projets de développement.
En réalité, la gestion économique développait une forme de « copinage socialiste » pas très éloignée du clientélisme de certains systèmes capitalistes : les entreprises d’État étaient créées et dirigées par des hauts dignitaires du Sangkum, souvent dans leur seul intérêt et en toute opacité.

### L’opposition
Les méthodes de Norodom Sihanouk consistaient à tantôt critiquer les adversaires lors de différentes réunions publiques, tantôt de leur offrir des postes au sein du Sangkum afin de les faire participer à la construction du pays. Elles avaient le double effet de créer des dissensions et d’intégrer l’opposition dans le régime. On peut dire que ces méthodes ont permis d’absorber beaucoup d’éléments de droite et du centre de la politique cambodgienne, ainsi que des sihanoukistes de gauche et des communistes modérés.
À gauche, seuls les adeptes de la ligne dure du Parti Communiste du Kampuchéa ne collaborèrent pas au régime. À droite, les « Khmers Sereï », antimonarchistes et nationalistes, commandés par Son Ngoc Thanh, avaient eux aussi pris le maquis où ils étaient soutenus principalement par la Thaïlande et le Sud-Vietnam.

### La communauté vietnamienne
Les conditions de vie des 400 000 Vietnamiens du Cambodge se dégradèrent notablement après l’indépendance. Pour rester, ils devaient avoir une carte de résident étranger et payer une taxe annuelle. De plus, les relations tendues avec le Vietnam incitèrent vingt mille d’entre eux à retourner dans leur pays d’origine.

### L’éducation
L’une de mesures phare du Sangkum fut de promouvoir la langue khmère au détriment du français. Dès 1959, elle devient obligatoire dans l’enseignement primaire et à partir de 1967 dans le secondaire. Seules les études supérieures étaient encore dispensées en français.
Dans l’administration, la réforme pour faire du khmer la seule langue officielle est mise en place dès 1957.
Une forte campagne d’alphabétisation vit le jour et de nombreux établissements scolaires furent érigés. Il était prévu qu’aucune école ne devait être inaccessible aux enfants, chaque chef-lieu de canton devait posséder son collège, chaque province son lycée. Cette campagne vaudra au pays, à la fin des années 1960, une palme d’or de l’UNESCO.
Néanmoins, le revers de la médaille est que ce système engendrera un nombre important de diplômés qui malheureusement ne pourront intégrer le marché du travail d’un pays pas encore assez industrialisé. Beaucoup, déçus, deviendront alors plus sensibles à la propagande révolutionnaire.

### Le développement économique
L’aide étrangère permit un essor que le pays n’avait encore jamais connu.
Un port en eaux profondes est édifié par la France en 1960 à Sihanoukville, qui permet un accès à la haute mer.
La Raffinerie de Sihanoukville est construite par la Société Khmère de Raffinage de Pétrole.
Une route, construite par les Américains et une voie de chemin de fer relient ce port à la capitale.
Des usines, grâce notamment à l’aide chinoise sortirent de terre, mais l’essor de l’industrie demeura globalement modeste.
Toutefois, malgré des exportations de riz qui progressent d’année en année, surtout grâce au climat de paix qui règne, l’écart de niveau de vie se creuse entre les villes et les campagnes qui profitent moins du développement.

## Politique extérieure
Sur le plan international, une politique de neutralité avait été adoptée. Le Cambodge voulait alors donner l’image d’une « perle du Sud-est asiatique », d’un oasis de paix et de stabilité sociale au milieu des affres du second conflit indochinois qui affectait le reste de la région.
À la fin de 1954, des entrevues avec les premiers ministres indien Jawaharlal Nehru et birman U Nu, avaient convaincu Norodom Sihanouk de rejoindre le camp des non alignés. Il était de plus réfractaire à l’idée un temps entrevue de rejoindre une alliance avec les États-Unis dans laquelle ne manquerait pas de figurer la Thaïlande et le Sud-Vietnam, les deux ennemis héréditaires qui offraient de plus l’asile à des opposants au monarque.
À la conférence de Bandung, en avril 1955, Norodom Sihanouk eut des conversations privées avec Zhou Enlai, premier ministre chinois, et Phạm Văn Đồng, ministre des affaires étrangères du Nord-Vietnam. Tous deux lui assurèrent que leurs pays respecteraient l’indépendance et l’intégrité territoriale du Cambodge. Concernant les Américains, son expérience auprès des Français l'amena à conclure que les États-Unis, comme la France, devraient un jour quitter l’Asie du Sud-est. De ce point de vue, la présence occidentale dans la péninsule indochinoise n’était qu’une parenthèse dans les processus d’expansion du Vietnam et de la Thaïlande au détriment du Cambodge. La Thaïlande, notamment, n’avait pas hésité à réclamer les provinces du Nord-ouest qu’elle avait occupées au début du XXe siècle et dans les années 1940. Elle avait même investi le temple de Preah Vihear avant de devoir le rendre en 1962, à la suite de la décision de la Cour internationale de justice d’en attribuer la jouissance au Cambodge. De leur côté, les Sud-Vietnamiens contestaient les frontières maritimes. De ce fait, les accords avec le Nord-Vietnam et les liens étroits avec la Chine à la fin des années 1950 et durant toutes les années 1960 permettaient de contrer cette dynamique.
Les accords avec la Chine, présentaient des avantages pour les deux parties. Norodom Sihanouk espérait que Pékin pourrait contrecarrer les prétentions vietnamiennes et thaïlandaises sur le Cambodge. La Chine, en retour, voyait dans la poursuite du non alignement du Cambodge un bon moyen d’éviter de se retrouver isolée dans la région face aux États-Unis et à leurs alliés. Quand Zhou Enlai visita Phnom Penh en 1956, il demanda aux 300 000 représentants de la communauté chinoise de coopérer au développement du Cambodge, de se tenir à l’écart de la politique et d’adopter la citoyenneté cambodgienne. En 1960, les deux pays signèrent un traité d’amitié et de non-agression. Lorsque plus tard, des dissensions apparaîtront entre l’URSS et la Chine, les relations sino-cambodgiennes contribueront à refroidir celles entre Phnom Penh et Moscou.
La Chine n’était pas la seule puissance auprès de qui Norodom Sihanouk cherchait de l’aide. En effet, la demande cambodgienne pour bâtir la nation et améliorer sa sécurité incitait le prince à chercher de l’assistance hors d’Asie et d’accepter tout donneur pour peu qu’il ne cherche pas à menacer la souveraineté nationale. Avec cette idée, le monarque se tourna dès 1955 vers les États-Unis et négocia une aide militaire de financement et d’équipement pour les Forces Armées Royales Khmères. Un groupe américain de conseil en aide militaire s’établit à Phnom Penh pour superviser la livraison et l’utilisation du matériel américain qui arrivait des États-Unis. Au début des années 1960, l’aide de Washington constituait 30 % du budget de la défense cambodgienne et 14 % des importations du pays.
Mais les relations avec les États-Unis tournèrent assez vite à l’orage. Les officiels américains, aussi bien à Washington qu’à Phnom Penh, sous-estimaient le prince, le prenant pour un personnage fantasque qui négligeait la menace du communisme asiatique. La défiance était réciproque et plusieurs raisons faisaient craindre à Norodom Sihanouk que l’assistance ne lui devienne préjudiciable.
Une de ces raisons était l’ascendant grandissant des États-Unis sur les forces armées cambodgiennes. La livraison de l’équipement et la formation du personnel cambodgien avaient permis de tisser des liens entre les conseillers américains et les militaires du royaume khmer. Les officiers des deux nations partageaient la même appréhension vis-à-vis de l’expansion du communisme dans l’Asie du Sud-est. Norodom Sihanouk considérait que dans son pays, les FARK étaient l’appui le plus puissant à Washington. Le prince craignait aussi que beaucoup de hauts gradés de droite, conduits par Lon Nol deviennent trop puissants et à cause de leur affinité avec les États-Unis et fassent basculer le Cambodge dans le camp américain.
Une seconde raison était la recrudescence des survols de l’espace aérien par des avions sud-vietnamiens et américains ainsi que les incursions répétées de troupes sud-vietnamiennes sur le territoire, à la poursuite d’insurgés Viêt-Cong qui se repliaient au Cambodge quand la pression militaire contre eux devenait trop forte. Au début des années 1960, la répétition de ces problèmes sensibles contribua à détériorer encore plus les relations entre Phnom Penh et Washington.
Une troisième raison était que le prince soupçonnait les services secrets américains de vouloir l’évincer au profit d’un responsable plus proche de leurs vues. Ces craintes furent confortées quand, en 1959, le gouvernement prétendit avoir découvert un complot visant à renverser Norodom Sihanouk. La conspiration aurait impliqué plusieurs chefs cambodgiens soupçonnés de sympathie avec les Américains. À leur tête aurait figuré Sam Sary, chef des Khmers Serey basés au Sud-Vietnam, Son Ngoc Thanh, l’ancien dirigeant nationaliste exilé en Thaïlande et Dap Chhuon, le gouverneur militaire de la province de Siem Reap. Un autre complot, prétendument fomenté par Dap Chhuon, aurait prévu d’instaurer un État « libre » comprenant les provinces de Siem Reap, de Kampong Thum et les régions méridionales du Laos alors contrôlées par la droite laotienne aux ordres du prince Bou Oum.
Ces raisons firent croître la suspicion de Norodom Sihanouk et finalement amenèrent à détériorer les relations entre Phnom Penh et Washington. En novembre 1963, le prince accuse les États-Unis de soutenir les activités subversives des Khmers Serey depuis la Thaïlande et le Sud-Vietnam et annonce l’arrêt immédiat du programme d’aide américain au Cambodge. Les relations continuèrent de se dégrader et la rupture intervint le 5 mai 1965, lorsqu’il n’était plus possible de nier les violations fréquentes de l’espace aérien par l’aviation sud-vietnamienne et américaine et les nombreux accrochages entre l’armée de la République du Vietnam et les troupes Viêt-Cong dans les zones frontalières cambodgiennes.
Dans le même temps, les relations entre d’un côté le Cambodge, de l’autre le Nord-Vietnam et le Sud-Vietnam ainsi que la rupture avec Washington montrent les efforts faits par Norodom Sihanouk pour s’adapter aux réalités géopolitiques du Sud-est asiatique et laisser son pays en dehors du conflit qui s’envenimait dans le Vietnam voisin. Au milieu des années 1960, ces efforts penchèrent en faveur de Hanoï, alors que le gouvernement de Saïgon basculait de plus en plus vers l’anarchie. Dans les villes, l’administration de Ngo Dinh Diem et des régimes militaires qui lui succédèrent devenait de moins en moins efficaces et stables, alors que dans les campagnes, les forces gouvernementales perdaient irrémédiablement du terrain au profit des insurgés soutenus par Hanoï. À Phnom Penh, on doutait de la viabilité à court terme du Sud-Viêt Nam, ce qui amena la politique étrangère cambodgienne à changer de bord. Tout d’abord, les relations diplomatiques avec Saïgon furent rompues le 27 août 1963. En mars 1964, Norodom Sihanouk annonce son intention d’établir des relations diplomatiques avec le Nord-Vietnam et de négocier un accord frontalier directement avec Hanoï. Ces plans ne pourront toutefois pas être rapidement menés à bien, car les Nord-Vietnamiens précisèrent au prince que tous les litiges concernant la frontière avec le Sud-Viêt Nam devaient être réglés directement avec le Front National de Libération du Sud-Viêt Nam (FLNSV). Les tractations avec le front s’ouvrirent au milieu de 1966 et aboutirent à la reconnaissance de l’inviolabilité de la frontière un an plus tard. Le Nord Vietnam ne fut pas long à suivre. Le Cambodge devint le premier pays étranger à reconnaitre le Gouvernement Révolutionnaire Provisoire du FNLSV, le 13 juin 1969. Norodom Sihanouk fut aussi le seul chef d’État étranger à assister aux obsèques d’Ho Chi Minh, le dirigeant Nord-Vietnamien décédé le 2 septembre 1969.
À la fin des années 1960, alors qu’il préserve ses relations avec la Chine et le Nord-Vietnam, Norodom Sihanouk, dans un nouveau souci d’équilibre, renoue des liens avec l’Occident. Il s’agit là d’une nouvelle tentative du prince visant à s’adapter à la situation en Asie du Sud-est. Les Nord-Vietnamiens et les forces Viêt-Cong accentuaient l’implantation de leurs sanctuaires en territoire cambodgien, lequel territoire était aussi le terminus de la piste Ho Chi Minh, leur route d’approvisionnement depuis le Nord-Vietnam. La neutralité du Cambodge était de ce fait mise à mal et la Chine, occupée par sa révolution culturelle, ne pouvait intervenir auprès d’Hanoï. À l’est, le Sud-Viêt Nam, contre toute attente ne s’était pas effondré, même lors de l’offensive du Têt en 1968, et le gouvernement du président Nguyen Van Thieu arrivait à stabiliser un pays ravagé par la guerre. Le gouvernement de Phnom Penh commençait aussi à ressentir les effets de la fin de l’aide économique et militaire des États-Unis, qui de 1955 à 1963 avait fourni pour près de 400 millions de dollars de matériel. Le manque de pièces de rechange n’était pas compensé par la faible qualité et les trop petites quantités de produits soviétiques, chinois et français.
À la fin de 1967 et au début de 1968, Norodom Sihanouk fit savoir qu’il ne formulerait pas d’objection en cas de poursuites des forces communistes par les troupes sud-vietnamienne ou américaine sur le territoire cambodgien. Washington, dans le même temps, acceptait de suivre les recommandations du commandement militaire au Vietnam et, en mars 1969, ordonna une série de bombardements aériens (nommé « opération Menu ») contre les sanctuaires cambodgiens des Nord-Vietnamiens et des troupes du Viêt-Cong. Que ces bombardements aient été autorisés ou non a alimenté nombre de controverses, et les affirmations de l’administration Nixon comme quoi Norodom Sihanouk les aurait « permis » sinon « encouragés » sont contestées par plusieurs sources, dont le journaliste britannique William Shawcross. D’un point de vue diplomatique, toutefois, l’opération Menu n’empêcha pas les relations bilatérales d’aller à leurs termes. Le 11 avril 1969, Richard Nixon envoya une note au prince Norodom Sihanouk dans laquelle il affirmait que les États-Unis reconnaissaient et respectaient « la souveraineté, la neutralité et l’intégrité territoriale du royaume du Cambodge dans ses frontières actuelles ». Peu après, le 21 juillet 1969, des relations diplomatiques pleines et entières sont rétablies entre Phnom Penh et Washington.

## Bilan
Les opinions sur le Sangkum et Norodom Sihanouk restent très partagées et suscitent souvent nostalgie ou rancœur.
Certains font remarquer qu’il a énormément contribué à impliquer les Cambodgiens dans la démocratie et le décrivent comme un mouvement pragmatique qui a essayé d’apporter le développement au Cambodge.
D’autres, essentiellement à gauche et parmi les opposants de Norodom Sihanouk, y ont vu un mouvement conservateur qui a utilisé l’autoritarisme pour se maintenir au pouvoir. Si le caractère autocratique du pouvoir du monarque ne fait aucun doute, il faut toutefois le replacer dans le contexte de l’époque, qui était, surtout dans les pays nouvellement indépendants, aux "pères de la nation" qui profitait du besoin de consolider la cohésion nationale pour exercer un pouvoir personnel et museler l’opposition.
Il est d’autre part indéniable que la période du Sangkum génère chez la plupart des Cambodgiens qui l’ont connue, une certaine nostalgie, notamment vue la relative stabilité des années 1955 – 1965, surtout quand on compare aux périodes qui suivront.
Force est de constater que Norodom Sihanouk avait su redonner un sursaut de fierté nationale à son peuple.
Après le règlement de la crise politique en 1991 et la restauration du roi Norodom Sihanouk en 1993, on vit fleurir plusieurs partis politiques cambodgiens qui voulaient utiliser le terme "Sangkum" pour faire référence à cette période.

## Sources
(avril 2016).
- (en) Cet article est partiellement ou en totalité issu de l’article de Wikipédia en anglais intitulé « Sangkum » (voir la liste des auteurs).
- William Shawcross (trad. Françoise Bonnet), Une Tragédie sans importance : Kissinger, Nixon et l'anéantissement du Cambodge [« Sideshow »], F. Adel, 1979, 438 p. (ISBN 9782715802186)
- (en) Noam Chomsky and Edward S. Herman, After the Cataclysm: Postwar Indochina and the Reconstruction of Imperial Ideology, South End Press, 1er janvier 1979
- (en) Russell R. Ross, Country studies Cambodia - Domestic Developments Library of Congress, 1987
- (en) Russell R. Ross, Country studies Cambodia - Nonaligned Foreign Policy Library of Congress, 1987
- Raoul Marc Jennar, Les clés du Cambodge, Maisonneuve & Larose, 1er octobre 1995 (ISBN 978-2706811500)
- (en) David M. Ayres, Anatomy of a Crisis: Education, Development, and the State in Cambodia, University of Hawaii Press, avril 2000 (ISBN 978-0824822385)
- (en) Roger Kershaw, Monarchy in South East Asia: The Faces of Tradition in Transition, Routledge, 22 janvier 2001 (ISBN 978-0415243483)
- (en) Arthur J. Dommen, The Indochinese Experience of the French and the Americans, Indiana University Press, 15 décembre 2001 (ISBN 978-0253338549)
- (en) Ben Kiernan, How Pol Pot Came to Power, Yale University Press, 11 août 2004 (ISBN 978-0300102628)
- Solomon Kane (trad. de l'anglais par François Gerles, préf. David Chandler), Dictionnaire des Khmers rouges, IRASEC, février 2007, 460 p. (ISBN 9782916063270), « Sangkum Reastr Niyum (Sociéré sovialiste populaire) », p. 338 - 339
- François Ponchaud, Une Brève Histoire du Cambodge, Siloë, 13 septembre 2007 (ISBN 978-0300102628)
- Université de Sherbrooke - Chefs de l'Etat cambodgiens
- Alain Forest (dir.) et al., Cambodge contemporain, Les Indes savantes, 21 novembre 2008, 525 p. (ISBN 9782846541930)